# Richard Davalos
Richard Davalos (New York, 5 novembre 1930 – Burbank, 8 marzo 2016) è stato un attore statunitense.

## Biografia
Di origini finlandesi e spagnole (Dávalos, in spagnolo), Davalos è noto per avere interpretato il ruolo di Aron, il fratello di James Dean, nel film La valle dell'Eden (1955) di Elia Kazan, e quello di Blind Dick in Nick mano fredda (1967). Agli inizi della carriera ottenne inoltre due grandi successi teatrali a Broadway nei drammi di Arthur Miller Uno sguardo dal ponte e A Memory of Two Mondays, il secondo dei quali gli consentì di vincere il Theatre World Award nel 1956.
Per il piccolo schermo interpretò il ruolo di Jeff, che si arruola nell'esercito confederato in contrapposizione al fratello maggiore Ben (Darryl Hickman), soldato nell'esercito dell'Unione, nella serie televisiva The Americans, trasmessa nel 1961 dalla NBC. L'anno successivo Davalos apparve nel ruolo del cugino del tenente Anderson nell'episodio The Case of the Hateful Hero della serie poliziesca Perry Mason, mentre nel 1964 apparve come guest star nell'episodio The Case of the Ice-Cold Hands della serie di spionaggio Blue Light.
È il padre dell'attrice Elyssa Davalos e della cantante Dominique Davalos, e nonno dell'attrice Alexa Davalos, fra le interpreti del film The Chronicles of Riddick (2004).

## Filmografia parziale

### Cinema
- La valle dell'Eden (East of Eden), regia di Elia Kazan (1955)
- Gli amanti dei 5 mari (The Sea Chase), regia di John Farrow (1955)
- Tutto finì alle sei (I Died a Thousand Times), regia di Stuart Heisler (1955)
- La pelle degli eroi (All the Young Men), regia di Hall Bartlett (1960)
- Il gabinetto del Dr. Caligari (The Cabinet of Caligari), regia di Roger Kay (1962)
- Nick mano fredda (Cool Hand Luke), regia di Stuart Rosenberg (1967)
- I guerrieri (Kelly's Heroes), regia di Brian G. Hutton e Andrew Marton (1970)
- Roba che scotta (Hot Stuff), regia di Dom DeLuise (1979)
- I magnifici sette nello spazio (Battle Beyond the Stars), regia di Jimmy T. Murakami e Roger Corman (1980)
- Caccia selvaggia (Death Hunt)), regia di Peter Hunt (1981)
- Qualcosa di sinistro sta per accadere (Something Wicked This Way), regia di Jack Clayton (1983)
- Between the Sheets, regia di Michael DeLuise (1998)
- Ninja Cheerleaders, regia di David Presley (2008)

### Televisione
- Goodyear Television Playhouse – serie TV, 1 episodio (1953)
- Kraft Television Theatre – serie TV, 1 episodio (1955)
- Star Tonight – serie TV, 2 episodi (1956)
- Matinee Theatre – serie TV, 2 episodi (1956)
- West Point – serie TV, 1 episodio (1957)
- The United States Steel Hour – serie TV, 1 episodio (1957)
- Armstrong Circle Theatre – serie TV, 1 episodio (1958)
- Una donna poliziotto (Decoy) – serie TV, 1 episodio (1959)
- Alcoa Presents: One Step Beyond – serie TV, 1 episodio (1960)
- R.C.M.P – serie TV, 1 episodio (1960)
- Bonanza – serie TV, 1 episodio (1960)
- The Americans – serie TV, 11 episodi (1961)
- Laramie – serie TV, 1 episodio (1961)
- Fred Astaire (Alcoa Premiere) – serie TV, 1 episodio (1962)
- Hawaiian Eye – serie TV, 2 episodi (1961-1962)
- Il dottor Kildare (Dr. Kildare) – serie TV, 1 episodio (1962)
- Indirizzo permanente (77 Sunset Strip) – serie TV, 1 episodio (1963)
- L'amico Gipsy (The Littlest Hobo) – serie TV, 1 episodio (1963)
- Perry Mason – serie TV, 2 episodi (1962-1964)
- Snatched, regia di Sutton Roley – film TV (1973)
- Truck Driver (B.J. and the Bear) – serie TV, 1 episodio (1979)
- I Jefferson (The Jeffersons) – serie TV, 1 episodio (1980)
- Cuore e batticuore (Hart to Hart) – serie TV, 1 episodio (1981)
- Professione pericolo (The Fall Guy) – serie TV, 1 episodio (1983)
- La signora in giallo (Murder, She Wrote) – serie TV, episodio 7x05 (1990)

## Doppiatori italiani
- Massimo Turci in La valle dell'Eden
- Gianfranco Bellini in Gli amanti dei 5 mari
- Massimo Corvo in Qualcosa di sinistro sta per accadere